# Ctenophthalmus rettigi
Ctenophthalmus rettigi är en loppart som beskrevs av Rothschild 1908. Ctenophthalmus rettigi ingår i släktet Ctenophthalmus och familjen mullvadsloppor.

## Underarter
Arten delas in i följande underarter:
- C. r. rettigi
- C. r. smiti